# Ernest Desclèves
Louis Ernest Auguste Desclèves (1er octobre 1888 - 10 octobre 1950) est un homme politique français.

## Biographie
Né à Boulogne-sur-Mer, dans une famille ouvrière de onze enfants il entre au service Compagnie des chemins de fer du Nord comme mécanicien de route au dépôt de Boulogne-sur-Mer, il est l'un des militants socialistes les plus actifs de la région côtière du Pas-de-Calais pendant l'entre-deux-guerres. 
Secrétaire de la section du Parti socialiste SFIO d'Outreau, qu'il a fondée en 1917, membre de la commission exécutive fédérale du Pas-de-Calais, Ernest Desclèves jouit d'une grande popularité dans les familles de cheminots qui constituent, avec celles des métallurgistes des A.P.O (Aciéries de Paris et d'Outreau, situées dans le hameau de Manihen à Outreau, qui deviendront l'Usine de ferromanganèse de Paris-Outreau (SFPO) puis la COMILOG), l'essentiel de la population de la commune. 
Élu conseiller municipal lors de la consultation de 1919, il parvient à maintenir la totalité des adhérents de sa section dans la « vieille maison » lors de la scission. Il entre alors à la Commission exécutive de la Fédération socialiste du Pas-de-Calais. Choisi comme maire d'Outreau lors des élections de mai 1925, il entre au conseil d'arrondissement en 1928, puis est élu conseiller général du canton de Samer en 1931. Il détient sa charge municipale et son mandat cantonal jusqu'en 1940. 
Ses candidatures aux législatives sont loin de rencontrer le même succès : il échoue, en effet, consécutivement, aux élections de 1928, 1932 et 1936 dans la 3e circonscription de Boulogne-sur-Mer, handicapé par le caractère rural de cette circonscription, solidement tenue par la droite ultra-conservatrice, malgré les succès de la SFIO lors des élections législatives françaises de 1936 dans le Pas-de-Calais.